# Mierzynek (województwo kujawsko-pomorskie)
Mierzynek – wieś w Polsce położona w województwie kujawsko-pomorskim, w powiecie toruńskim, w gminie Lubicz.
W latach 1954–1959 wieś należała i była siedzibą władz gromady Mierzynek, po jej zniesieniu w gromadzie Lubicz. W latach 1975–1998 miejscowość administracyjnie należała do województwa toruńskiego.